# 迪烏馬拉庫薩塔
迪烏馬拉庫薩塔（法語：Dioumara Koussata），是馬里的城鎮，位於該國西部，由卡伊區的迪耶馬省負責管轄，面積1,820平方公里，2009年人口16,218，人口密度每平方公里8.9人。